# Juan Reyes (Radsportler)
Juan Reyes Bautista (* 16. Mai 1944 in Havanna) ist ein ehemaliger kubanischer Radrennfahrer.

## Sportliche Laufbahn
Reyes war im Bahnradsport aktiv. Er war Teilnehmer der Olympischen Sommerspiele 1968 in Mexiko-Stadt. Bei den Wettbewerben auf der Bahn schied er im Tandemrennen mit Ulises Váldez als Partner in den Vorläufen aus. Im Sprint war er in seinem Vorlauf gegen Daniel Morelon ausgeschieden.